# Karen Pritzker
Karen L. Pritzker (nacida en 1958) es productora de documentales, inversionista y filántropa. Es miembro de la familia Pritzker, nieta de A.N. Pritzker e hija de Robert Pritzker.

## Biografía
Pritzker nació en Oberlin, Ohio, hija de Audrey (de soltera Gilbert) y Robert Pritzker. Tiene dos hermanos: Jennifer N. Pritzker (n. 1950), teniente coronel retirada del ejército de los EE. UU. y fundadora de la Biblioteca Militar Pritzker; y Linda Pritzker (n. 1953), lama estadounidense en la tradición budista tibetana. Sus padres se divorciaron en 1979. En 1981, su madre se volvió a casar con Albert B. Ratner, copresidente del desarrollador de bienes raíces Forest City Enterprises, con sede en Cleveland. En 1980, su padre se volvió a casar con Irene Dryburgh con quien tuvo dos hijos: Matthew Pritzker y Liesel Pritzker Simmons.
Su padre diversificó el negocio familiar con sede en Chicago, Marmon Group, junto con sus hermanos Jay Pritzker y Donald Pritzker, convirtiéndolo en una cartera de más de 60 corporaciones industriales. También crearon la cadena de hoteles Hyatt en 1957 y fueron propietarios de Braniff Airlines entre 1983 y 1988. La familia se ha estado deshaciendo de sus activos: en 2006, la familia vendió Conwood, una empresa de tabaco sin humo, por 3,500 millones de dólares a la empresa de cigarrillos Reynolds American Inc; en 2007, la familia vendió el control del Grupo Marmon a Berkshire Hathaway de Warren Buffett por 4,500 millones de dólares; y en 2010, la familia vendió su participación mayoritaria en Transunion, la compañía de informes crediticios con sede en Chicago, por un monto no revelado a la firma de capital privado con sede en Chicago, Madison Dearborn Partners.
Pritzker se graduó de una licenciatura en letras por la Universidad del Noroeste. Pritzker trabajó como editora en la revista Working Mother antes de que la familia la vendiera en 1986 y ha escrito para varias publicaciones, incluidas Success, Seventeen, Kirkus Reviews y Newsday. Pritzker invierte su riqueza a través de una cartera de inversiones, la oficina de la familia Pritzker/Vlock, que administra una base diversa de activos de biotecnología emergente, empresas de dispositivos médicos, productos de tecnología de consumo y bienes raíces. Pritzker también opera un fondo de riesgo, LaunchCapital LLC con un enfoque central en los negocios de tecnología, consumo y medicina.
En 2012, Pritzker fundó KPJR Films junto conJames Redford. Desde entonces, ha sido productora ejecutiva de tres largometrajes documentales: The Big Picture: Rethinking Dyslexia, Paper Tigers y Resilience: The Biology of Stress y The Science of Hope.

### Filmografía
| Año  | Título                               | Role                 | notas                                                                                 |
| ---- | ------------------------------------ | -------------------- | ------------------------------------------------------------------------------------- |
| 2012 | The Big Picture: Rethinking Dyslexia | Productora ejecutiva | Selección de Sundance Film en 2012 y ganadora de un premio Parent's Choice Award 2013 |
| 2015 | Paper Tigers                         | Productora ejecutiva | Selección del Festival Internacional de Cine de Seattle en 2015                       |
| 2016 | Resilience                           | Productora ejecutiva | Presentado en el Festival de Cine de Sundance en 2016                                 |

## Filantropía
Karen Pritzker se desempeña como presidenta y directora de The Seedlings Foundation. La Fundación Seedlings, fundada en 2002, ha otorgado millones de dólares en subvenciones, promoviendo avances en investigación médica, servicios sociales, capacitación laboral para adultos, viviendas asequibles y sitios de noticias en línea dedicados a reportajes locales, objetivos y sin publicidad. Pritzker y su esposo donaron $20 millones a la Facultad de Medicina de la Universidad de Yale, (incluidos $ 3 millones para una cátedra); $5 millones para Teach for America ; $1.5 millones a la Fundación Michael J. Fox para la Investigación del Parkinson, en honor a su padre que tenía la enfermedad de Parkinson. En 2007, Pritzker donó $1 millón para construir un nuevo centro de visitantes en el campo de concentración de Treblinka.
Karen también fundó un nuevo sitio web llamado Truth in Advertising (TinA), tina.org, que brinda información sobre incidentes de publicidad engañosa. También es miembro de la junta directiva de Grameen America, una organización sin fines de lucro que ofrece micropréstamos de bajo costo a mujeres por debajo del umbral de la pobreza, así como de Grameen PrimaCare, que brinda atención médica asequible para mujeres inmigrantes.

## Proyecto My Hero
Pritzker cofundó el proyecto My Hero junto con Rita Stern Milch y Jeanne Meyers en 1995. Su propósito es "celebrar lo mejor de la humanidad y capacitar a los jóvenes para que se den cuenta de su propio potencial para lograr un cambio positivo en el mundo".

## Vida personal
Estuvo casada con Michael Vlock y tiene cuatro hijos. Su esposo murió en septiembre de 2017. Actualmente vive en Branford, Connecticut.